# Борго-Сан-Дальмаццо
Борго-Сан-Дальмаццо (итал. Borgo San Dalmazzo) — коммуна в Италии, располагается в регионе Пьемонт, в провинции Кунео.
Население составляет 12115 человек (2008 г.), плотность населения составляет 551 чел./км². Занимает площадь 22 км². Почтовый индекс — 12011. Телефонный код — 0171.
Покровителем коммуны почитается святой Далмаций (San Dalmazzo), празднование 5 декабря.

## Демография
Динамика населения:

## Города-побратимы
- Брей-сюр-Руайя, Франция
- Консепсион-де-ла-Вега, Доминиканская Республика
- Вальдеблор, Франция

## Администрация коммуны
- Официальный сайт: http://www.comune.borgosandalmazzo.cn.it/